# Henri Charlier
Pour les articles homonymes, voir Charlier.
Henri Charlier (né le 18 avril 1883 à Paris 10e et mort le 24 décembre 1975 au Mesnil-Saint-Loup) est un peintre et sculpteur français, considéré comme l'un des plus importants artistes chrétiens de l'Entre-deux-guerres. Il est également l'auteur d'essais sur l'art et la musique.

## Biographie
À partir de 1903, Henri Charlier est l'élève de Jean-Paul Laurens, à l'École des beaux-arts de Paris. Il entre à la Société de Saint-Jean en 1914 et expose en 1916 au salon des indépendants mobilisés, durant l'Exposition des arts liturgiques au pavillon de Marsan. C'est à cette époque qu'il rencontre Maurice Storez, qu'il rejoint ensuite dans le mouvement de l'Arche (avec Maurice Denis, notamment). Il se lie aussi avec le compositeur chrétien Claude Duboscq.
Son œuvre sculpturale est essentiellement religieuse. Il a créé de nombreuses statues, objets liturgiques, etc. Dans sa maison de Mesnil-Saint-Loup, située dans le département de l'Aube, il forme et accueille de nombreux autres artistes, dans un style qui vise à débarrasser l'art chrétien du style sulpicien. En 1925, il devient oblat auprès de la communauté olivétaine du monastère Notre-Dame-de-la-Sainte-Espérance à Mesnil-Saint-Loup.
En 1928, il expose au Salon d'automne un Saint Vincent de Paul, linteau de porte, moulage sur une pierre en taille directe.
Ses œuvres sont présentes dans nombre d'églises, surtout celles construites après la Première Guerre mondiale. Il a notamment réalisé le gisant de Dom Guéranger, à Solesmes. Il sculpta en 1920 une statue de sainte Ménehould érigée dans la capitale de l'Argonne. Il a réalisé des chapiteaux et d'autres sculptures pour l'église Saint-Joseph de La Bourboule (1941).
Paul Claudel dit de lui : 

« Henri Charlier est un grand tailleur d’images, un de ces artistes suivant le cœur de Dieu dont il est parlé dans les livres Sapientiaux. Sa statue de saint Joseph à la Pierre-Qui-Vire est magnifique et j’en ai infiniment apprécié la polychromie. C’est une excellente voie. »

De 1956 à 1975, il tenait la chronique liturgique de la revue Itinéraires de Jean Madiran, sous le pseudonyme de Minimus. Plusieurs de ces articles ont été rassemblés en volumes et édités aux éditions Dominique Martin Morin.

## Postérité

### Centre Henri et André Charlier
En 1980, Bernard Antony fonde le Centre Henri et André Charlier, un établissement culturel d'obédience catholique traditionaliste sous le parrainage de Jean Madiran et d'Albert Gérard.

### Élève
Au début des années 1940, Philippe Kaeppelin, qui a suivi l'école des Beaux-Arts de Paris, est engagé à 23 ans dans l'atelier d'Henri Charlier, qui lui apprend à tailler la pierre.

## Œuvres (sélection)
- Christ, ca 1960, église Notre-Dame d'Hazebrouck de 1956[7]
- Douze Apôtres statues en bois de trois mètres, Oratoire Saint-Joseph du Mont-Royal[8].

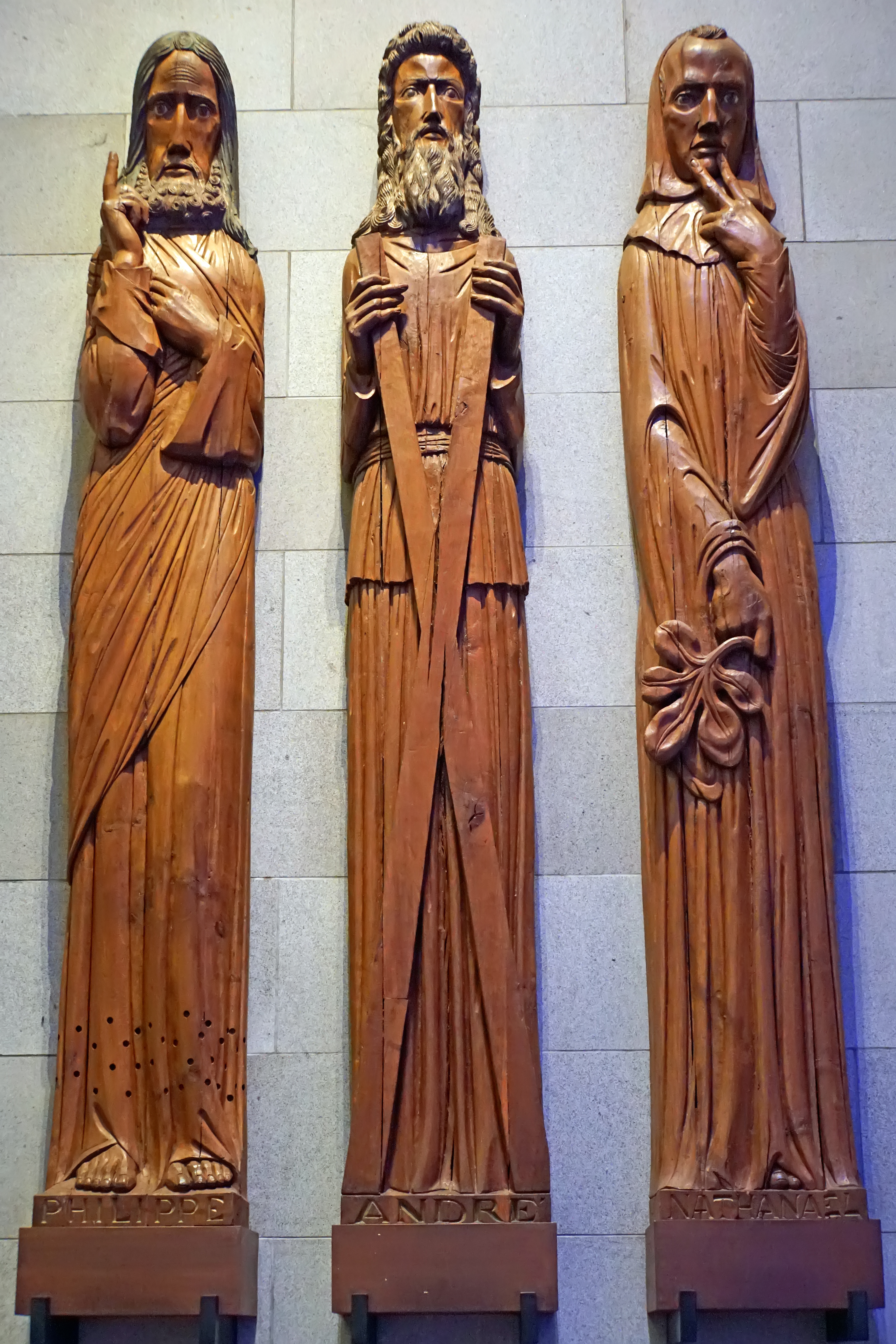
Philippe André Nathan
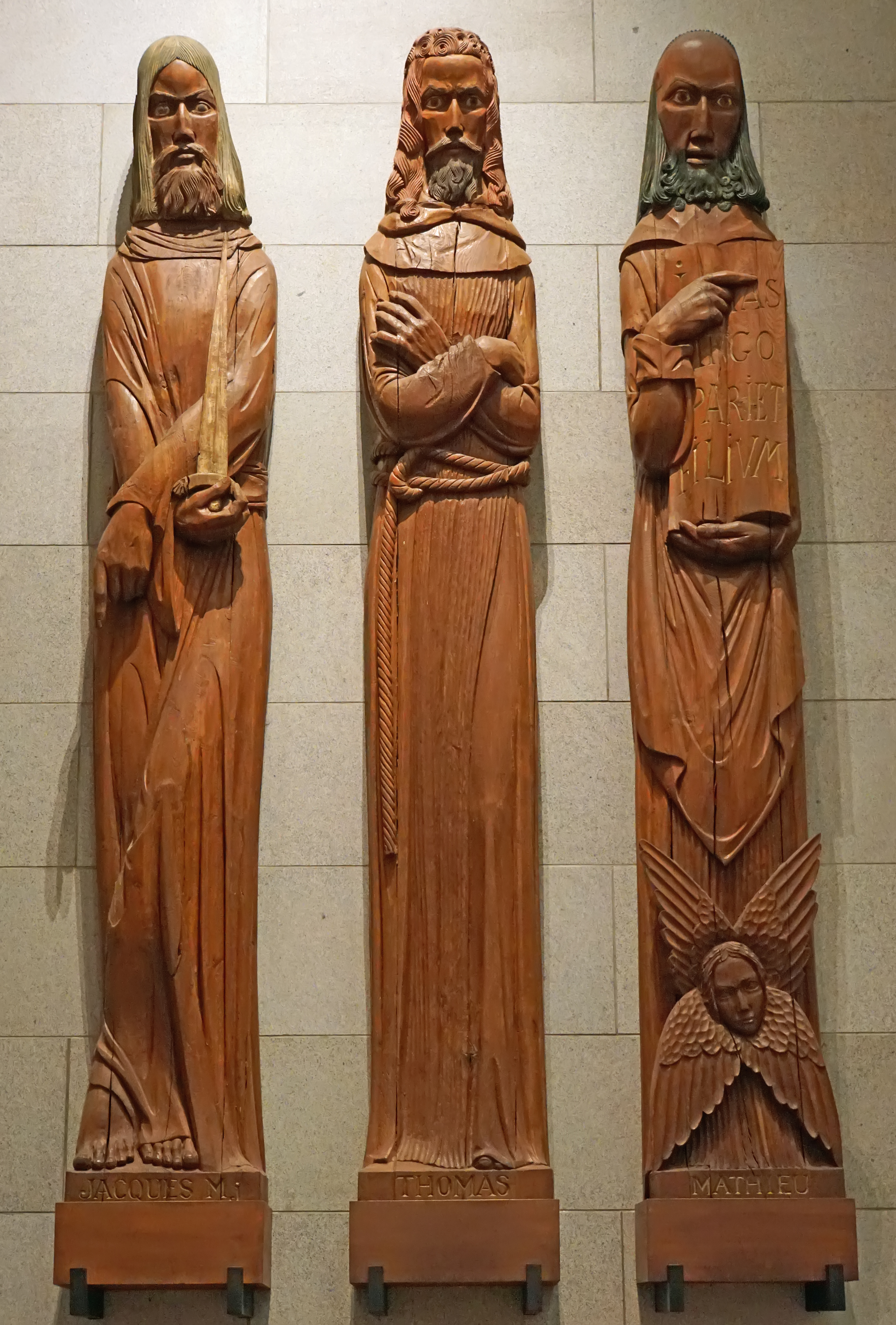
Jacques Thomas Mathieu
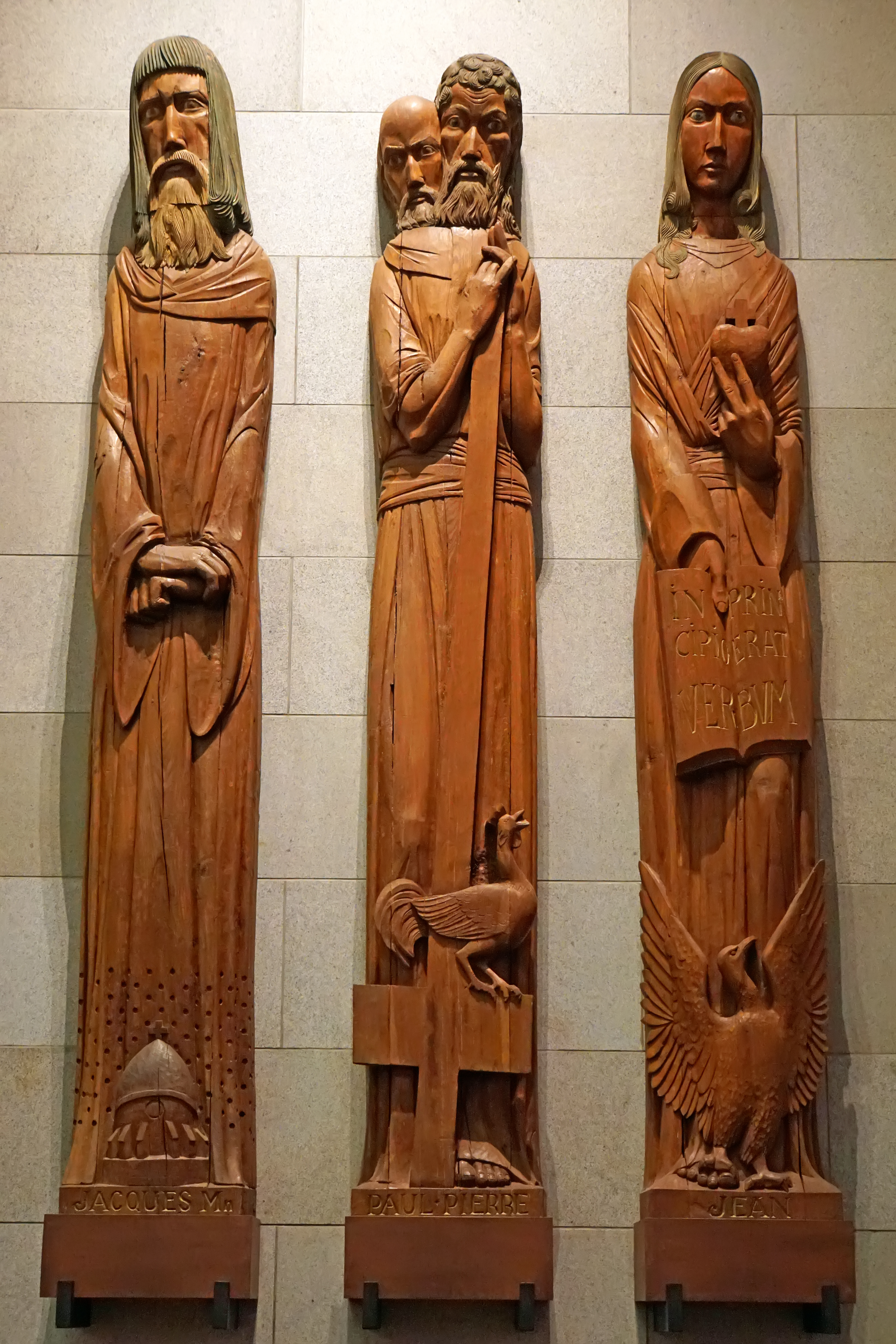
Jacques Paul Pierre Jean
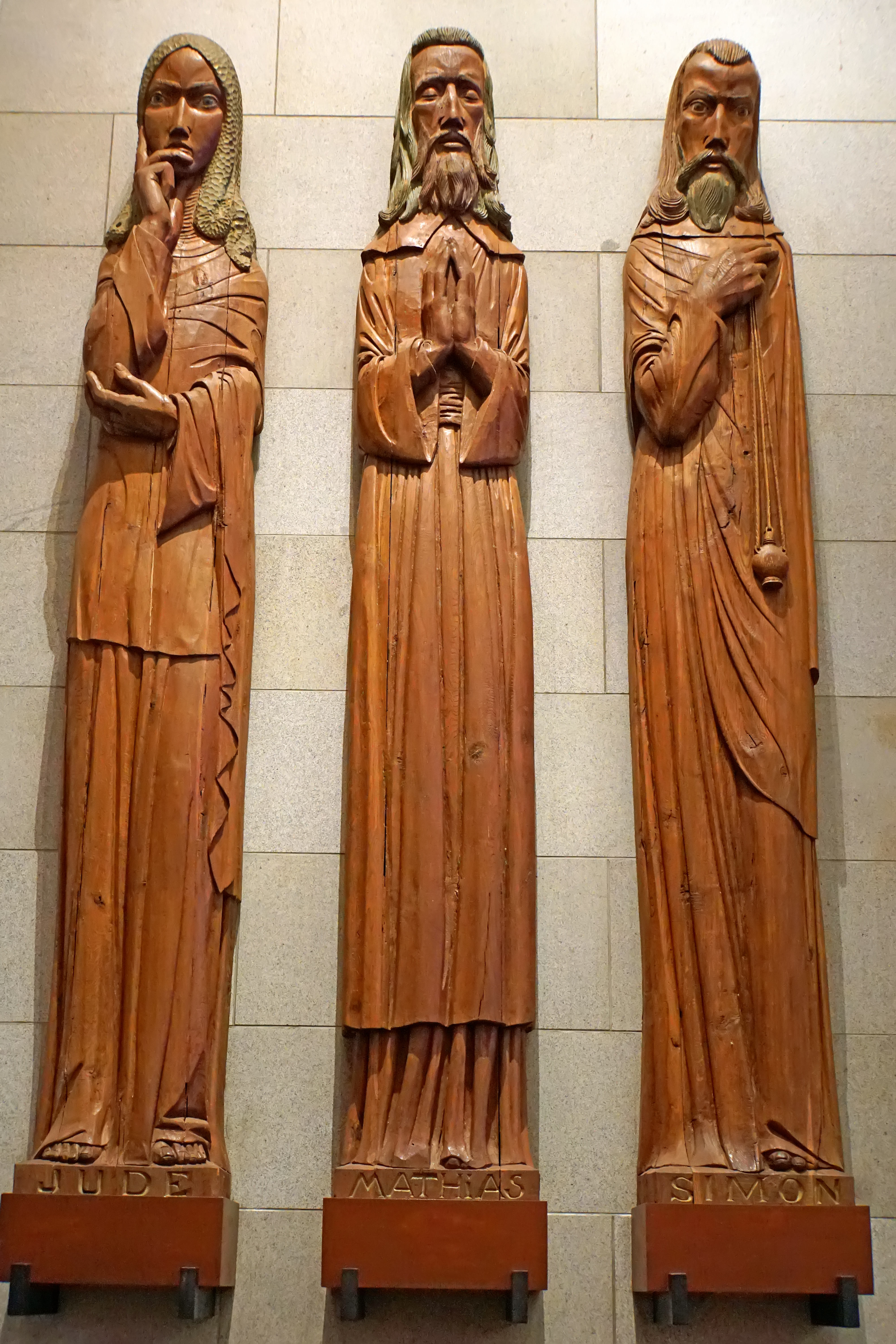
Jude Mathias Simon
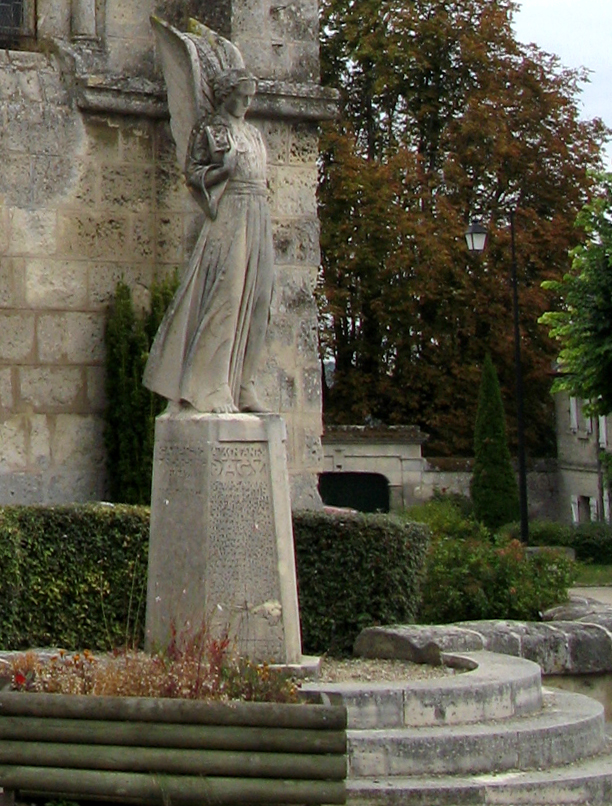
Le monument aux morts d'Acy (Aisne) 1923

## Publications
- Culture, école, métier, Grenoble-Paris, B. Arthaud, [1942] ; 2e éd., Paris, Nouvelles éditions latines, 1959
- avec Lucien Gachon, Henri Pourrat, André Bossuat, Henri Charlier, Alexandre Vialatte, Visages de l'Auvergne, Paris, éditions des Horizons de France, 1943
- Jean-Philippe Rameau, illustrations de l'auteur, Lyon, éditions et imprimeries du Sud-Est, 1955.
- Le Martyre de l'art ou l'Art livré aux bêtes, suivi d'une enquête (signée E.B.T. Lichard), avec 6 dessins de l'auteur, pamphlet, Paris, Nouvelles éditions latines, 1957 ; rééd. éditions Dominique Martin Morin, 1989  (ISBN 2-8565-2108-8)
- François Couperin, illustré par l'auteur, Lyon, éditions et imprimeries du Sud-Est, 1965
- Le Chant grégorien, Colombes, M. Morin, 1967
- L'Art et la pensée, Jarzé, éditions Dominique Martin Morin, 1972
- La Messe ancienne et la nouvelle[9], Jarzé, éditions Dominique Martin Morin, 1973